# 月刊GAMES
『月刊GAMES』（げっかんゲームズ）は、テレビ朝日にて放送されたテレビゲームをメインとした情報番組。放送は月一回となっており、初回は2003年4月8日26時12分スタート。全8回。過去にテレビゲーム情報番組を数多く手がけたアルファ放送制作によって制作された。

## 放送時間
| 回数 | 開始日時             |
| ---- | -------------------- |
| 1    | 2003-04-08(火) 26:12 |
| 2    | 2003-05-29(木) 26:12 |
| 3    | 2003-06-28(土) 26:40 |
| 4    | 2003-07-31(木) 26:32 |
| 5    | 2003-08-30(土) 26:40 |
| 6    | 2003-10-04(土) 26:40 |
| 7    | 2003-10-30(木) 26:42 |
| 8    | 2003-12-04(木) 26:42 |

## 出演者
- 山川恵里佳
- キャン×キャン

## スタッフ
- 構成:柏木照世
- 技術:田尻浩司
- カメラ:伊藤正治
- VE:中澤啓
- メイク:西村ひとみ
- TK:梅澤和世
- 選曲・効果:ミューズサウンドクリエイション
- 編集・MA:ビームテレビセンター、ビジュアルコミュニケーションズ
- 広報:五十嵐恵（テレビ朝日）
- ディレクター:志村寛紀、竹内一平
- 演出:木南伸晃
- プロデューサー:粟沢陽一（テレビ朝日）、中村貞夫
- 製作:アルファ放送制作、テレビ朝日